# Le Péage-de-Roussillon
Le Péage-de-Roussillon är en kommun i departementet Isère i regionen Auvergne-Rhône-Alpes i sydöstra Frankrike. Kommunen ligger i kantonen Roussillon som tillhör arrondissementet Vienne. År 2022 hade Le Péage-de-Roussillon 6 587 invånare.

## Befolkningsutveckling
Antalet invånare i kommunen Le Péage-de-Roussillon
Referens:INSEE